# Only Love Survives
Singles représentant l'Irlande au Concours Eurovision de la chanson
Waterline
(2012)
Only Love Survives (en français, « Seul l'amour survit ») est une chanson du chanteur irlandais Ryan Dolan. Elle a été écrite par Dolan et Wez Devine et est surtout connue pour être la chanson qui représente l'Irlande au Concours Eurovision de la chanson 2013 qui a lieu à Malmö en Suède. La chanson sera en compétition lors de la première demi-finale le 14 mai 2013 pour obtenir une place en finale qui aura lieu le 18 mai, où elle terminera finalement dernière du classement, avec seulement 5 points.
Dans le cadre de l'Eurosong (la sélection irlandaise pour l'Eurovision), le producteur et mentor Stuart O'Connor choisit Dolan et sa chanson pour être un des cinq concurrents de cette sélection. Only Love Survives est diffusé pour la première fois le 7 février 2013 dans le programme de la RTÉ Radio 1 Mooney et sort sur iTunes le lendemain. La chanson remporte l'Eurosong 2013 le 22 février en recevant 52 points des jurys régionaux et 60 points (le maximum) par le public soit un total de 112 points.

## Liste des pistes
- Téléchargement[4]

1. Only Love Survives – 3:00

## Classements
| Classement (2013) | Meilleure position |
| ----------------- | ------------------ |
| Irlande (IRMA)    | 42                 |